# Ban Fangxekaman
Ban Fangxekaman – wieś położona w południowo-wschodnim Laosie, w prowincji Attapu, w dystrykcie Samakkhixay.